# Амудар'їнський район
Амудар'їнський район (кар. Aʻmiwdaʻrya rayoniʻ; узб. Амударё тумани, Amudaryo tumani) — район в Узбекистані, Республіка Каракалпакстан. Розташований у центральній частині республіки. Центр — місто Мангіт.
Межує на півночі і сході з Караузяцьким, на південному сході з Бірунійським районами і Нукуським міськхокіміятом (селище Каратау), на півдні з Хорезмською областю, на заході з Туркменістаном, на північному заході з Нукуським районом.
Через район протікає річка Амудар'я (звідси й назва району). На території району знаходиться озеро Карачунгульколь.
Через район проходять автошляхи Нукус—Турткуль, Губадаг—Мангіт—Ургенч, Бештам—Дашогуз; залізниця Нукус—Міскін.
Утворений 18 грудня 1957 року. Площа 1,02 тис. км², населення — 126,1 тис. осіб (1999).
Станом на 1 липня 2013 року до складу району входили 1 місто (Мангіт), 4 міських селища і 15 сільських сходів громадян.
Міські селища:
- Джумуртау
- Киличбай
- Кипчак
- Хитай

Сільські сходи громадян
- Акалтин
- Амір Темур
- імені Бабура
- Бузяп
- Дурман
- Канли
- Кипчак
- Киличбай
- Ктай
- Куюк-Купир
- Назархан
- Тулкін
- Урта-Кала
- Холімбеґ
- Чайкол